# Nabi Musa
Nabi Musa (en árabe: نبي موسى‎; lit. Profeta Moisés), en ocasiones escrito Nebi Musa, es el nombre de un santuario que la tradición popular palestina asocia con el lugar donde fue enterrado Moisés. Se encuentra ubicado en la localidad homónima, a 8,5 kilómetros al sur de Jericó, en la propia Gobernación de Jericó, en Palestina. También es el nombre de una festividad religiosa de siete días de duración que los musulmanes palestinos solían celebrar anualmente, y que daba comienzo el viernes anterior a Viernes Santo en el antiguo calendario greco-ortodoxo. Considerado "el peregrinaje musulmán más importante de Palestina", la parte más importante de esta festividad era un peregrinaje colectivo desde Jerusalén a lo que se tomaba por la Tumba de Moisés, cerca de Jericó.
Según un censo llevado a cabo en 1931 por las autoridades del Mandato británico de Palestina, en Nabi Musa vivían solamente 3 personas en 1 casa. A día de hoy hay un pueblo palestino con el mismo nombre en los alrededores que tenía una población de 309 habitantes en el censo de la Oficina Central de Estadísticas de Palestina (PCBS) de 2007, con 167 hombres y 142 mujeres.

## Historia
La carretera entre Jerusalén y Jericó era una de las principales rutas utilizadas por los árabes del Levante mediterráneo para hacer su peregrinaje hacia La Meca. El gran edificio con múltiples cúpulas que marca el Mausoleo de Moisés se encontraba en la que se consideraba la parada para la primera noche en el camino hacia dicha ciudad. En un principio, se trataba simplemente de un punto desde el que los peregrinos podían detenerse y observar el valle del Jordán y echar un vistazo al Monte Nebo, lugar donde la Biblia hebrea parece sugerir que podría encontrarse la tumba de Moisés. Parece ser que se convirtió en una fecha relevante del calendario musulmán local desde tiempos de Saladino. En 1269, el sultán mameluco Baibars al-Bunduqdari construyó un pequeño santuario allí como parte de una política más general adoptada tras la conquista de ciudades y zonas rurales desde Líbano hasta Hebrón en tiempos de las Cruzadas. Los santuarios se dedicaban principalmente a profetas bíblicos y a los compañeros de Mahoma, y su mantenimiento se sostenía con un awqaf, una asignación de propiedades que habían pertenecido anteriormente a la Iglesia Latina. En el caso de Nabi Musa, el waqf se aseguró gracias a propiedades eclesiásticas expropiadas cerca de Jericó, así como de las tierras agrícolas y de las aldeas de Turmus'ayya, Al Mazra'a, Khirbet abu Falah, Sur Baher y Wadi al Qilt. El edificio principal, que data de aquella época, consta de una mezquita, un faro y una serie de habitáculos. El faro ofrece una hermosa vista de la mezquita, del desierto y del Valle del Jordán, y en los días soleados se pueden observar desde él las colinas de Moab y el monte Nebo. Hay también un gran cementerio anexo al santuario para aquellos musulmanes que fallecieron durante el peregrinaje o para quienes solicitan ser enterrados en él por motivos religiosos.
La tradición de levantar santuarios de Baibars sentó un precedente para los siguientes gobernantes. Durante todo el periodo medieval tardío, era costumbre construir albergues para viajeros adyacentes a los santuarios, y el hospicio que se puede observar a día de hoy se terminó de construir en la década entre 1470 y 1480. Poco a poco, el mirador de la distante Tumba de Moisés al otro lado del Jordán se fue confundiendo con la propia tumba, preparando el terreno para la futura importancia religiosa de Nabi Musa en la tradición suní de venerar a santos (walis).
Alrededor de 1820, las autoridades otomanas restauraron los edificios, que durante los siglos anteriores habían quedado un estado ruinoso. Además,  promovieron un peregrinaje festivo al santuario haciéndolo coincidir con la celebración cristiana de Semana Santa, dando a los musulmanes la oportunidad de celebrar una festividad al mismo tiempo que sus vecinos cristianos celebraban la suya propia. Esto hizo del peregrinaje a Nabi Musa un poderoso símbolo de identidad política y religiosa entre los musulmanes a comienzos del periodo moderno.
Durante el siglo XIX, miles de musulmanes solían reunirse en Jerusalén, caminar a Nabi Musa y pasar tres días de fiesta, oración, juegos y visitas a la gran tumba del pastor de Moisés, Hasan er-Rai, a dos kilómetros al sur del santuario, antes de regresar triunfantemente durante el séptimo día a Jerusalén.

A finales del siglo XIX, los otomanos nombraron custodios oficiales del santuario y anfitriones del festival al clan al-Husayni, cuya conexión con el culto podría datar de más de un siglo antes. Según Yehoshua Ben-Aryeh, el gobernador de Jerusalén Rauf Pasha (1876–1888) fue el primero que intentó explotar el festival para incitar el odio de los musulmanes contra los cristianos. Ilan Pappé ofrece un punto de vista diferente:

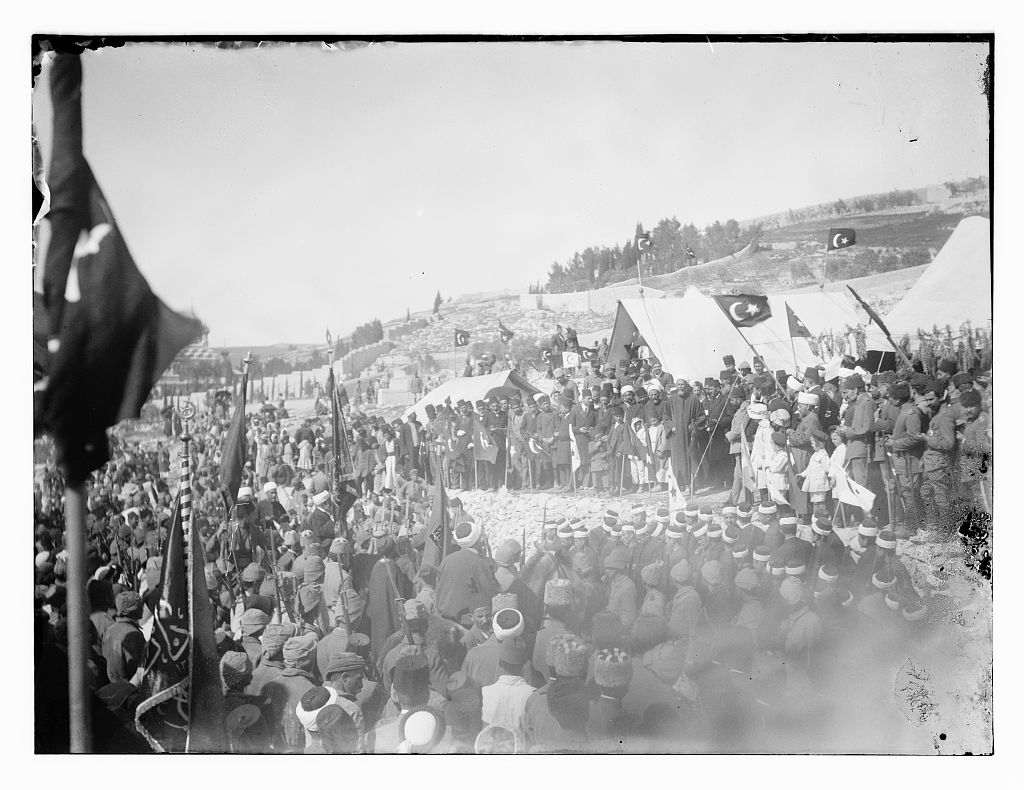
Las banderas del Imperio Otomano ondean sobre Nabi Musa por última vez, en 1917.

'Es más probable, sin embargo, que el gobernador y su gobierno se mostrasen bastante aprensivos ante una revuelta anti-cristiana, ya que podía instigar inestabilidad y desorden en un momento en el que el gobierno central intentaba pacificar el Imperio. Esa había sido, de hecho, la impresión del ingeniero Claude Reignier Conder del Fondo para la Exploración de Palestina.  El periódico hebreo Ha-havazelet alabó al gobierno otomano en su momento por imponer el orden público en el asunto de Nabi Musa. Los cuadernos de viaje de Francis Newton atestiguan también un desarrollo pacífico de las ceremonias. De hecho, el gobierno turco tuvo que actuar aquí en contra de los sentimientos populares, compartidos por los Husaynis como maestros de ceremonias, que se basaban en la creencia de que las festividades de Nabi Musa se estaban celebrando en condiciones más desfavorables para los musulmanes. El puño de hierro de los turcos fue el responsable de que la situación no se deteriorarse hasta el punto de una revuelta generalizada.'
La procesión salía de Jerusalén precedida por un estandarte de Nabi Musa que los Husaynis conservaban de año en año en su Dar al-Kabira. A su llegada al santuario,  los Husaynis y otra familia adinerada de notables (A'ayan) de Jerusalén, los Yunis, se encargaban de proporcionar dos comidas al día durante toda la semana para todos los peregrinos. Una vez que se realizaban los votos o que los votos antiguos se renovaban, se ofrecían al festival. La comida proporcionada a los peregrinos incluía aproximadamente doce corderos, así como arroz, pan y mantequilla árabe para una comida comunal diaria.
A comienzos del siglo XX, Samuel Curtiss dejó constancia de que aproximadamente 15 000 personas de todo el país acudían a la festividad de Nabi Musa cada año. Durante algunos años a partir de 1919, los peregrinos hicieron su camino de vuelta a Jerusalén con música militar inglesa. Cuando Jordania ocupó Cisjordania tras la guerra árabe-israelí de 1948, la festividad de Nabi Musa fue oficialmente suprimida debido a su valor simbólico como potencial vehículo de protesta política. Desde 1995, la tumba de Nabi Musa ha estado administrada por la Autoridad Nacional Palestina.

## Descripciones de la festividad

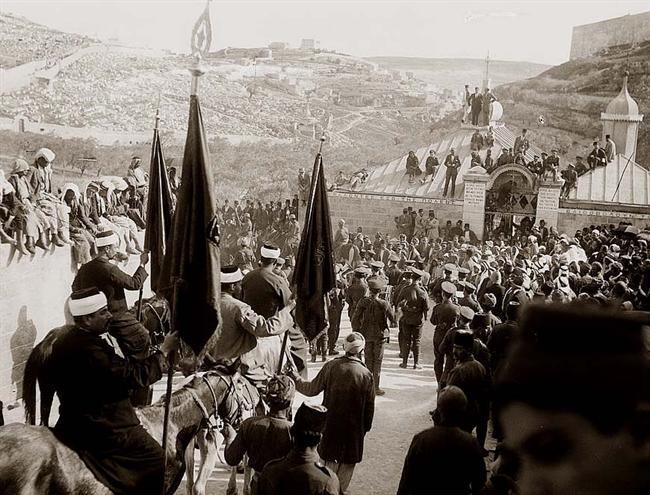
Preludio a la Revuelta de Nabi Musa de 1920. Festividad de Nabi Musa, Jerusalén, 1920.

El periodista irlandés Philip Perceval Graves, hermano del poeta y mitógrafo Robert Graves, escribió una vívida descripción de la colorida vuelta de los peregrinos a Jerusalén cuando atravesaban la puerta deJaffa de la ciudad:
Cuando entraron en la Ciudad Vieja, el entusiasmo de la multitud llegó a su punto más alto. Hombres la mirada en blanco de emoción bailaban en círculos, sin sombrero, sus largos rizos volando salvajemente mientras giraban... El último fue el estandarte verde de Hebrón rodeado por una guardia de diez enjutos espadachines. Con orgullo caminaban junto a su bandera, hasta que llegaron al lugar donde la estrecha Calle de David se sumerge en el laberinto de la ciudad vieja. Por última vez ondearon sus brillantes espadas sobre sus cabezas y se desvanecieron entre las sombras de las calles.
Una fotografía de la procesión puede verse en A Year's Wandering in Bible Lands, de George Aaron Barton. En Letters from Jerusalem: During the Palestine Mandate, Eunice Holliday describe la procesión hacia la Tumba de Moisés en una carta a su madre:
"La procesión fue la cosa más rara que he visto nunca, no podrías imaginar un evento más desordenado, pero resulta que eso es típico del país. La gente llegaba por tandas, una muchedumbre con un estandarte de seda de todos los colores, luego una multitud bailando - la danza árabe es un chiste  -, luego un gentío cantando y agitando espadas o palos y, intercalados, grupos de policía montada y de soldados para asegurarse de que no había peleas. La mejor parte del día con diferencia era ver a todos los felahín (los campesinos de las aldeas) con su ropa nueva. Los colores eran maravillososː abrigos de terciopelo rosa brillante, púrpura o azul, vestidos amarillos con bordados en rojos y verde, etcétera, y todos llevaban un velo blanco. Era una visión preciosa [...]"

## Las rocas de Moisés
Las tribus beduinas del Néguev producían aceite de las rocas bituminosas de shale que se encuentran en la zona alrededor del santuario de Moisés, a las que llamaron "las rocas de Moisés" (en árabe: احجار موسى‎ ihjar Musa). Los beduinos no sólo compartían la creencia de la santidad del sitio, sino que además creían que Dios había bendecido este lugar de enterramiento de Moisés con "rocas de fuego" y pozos de agua. Tawfiq Canaan, en su trabajo Santos y Santuarios Mahometanos (1927), apuntó que las rocas negras que se encuentran alrededor del santuario ardían cuando se las colocaba junto al fuego y eran talladas con formas cuadradas o triangulares, inscritas con talismanes protectores y usadas como amuletos.

## Lugar de enterramiento
Los musulmanes creen que la tumba de Moisés se encuentra en Maqam an-Nabi Musa, que se encuentra a 11 kilómetros al sur de Jericó y a 20 kilómetros al este de Jerusalén. Se accede a él a través de una carretera secundaria paralela a la carretera principal de Jerusalén a Jericó, cuya salida está unos dos kilómetros después de la señal que indica la altura con respecto al nivel del mar. Las sectas fatimí, taiyabi y dawoodi bohra también creen que esta es la correcta ubicación de la tumba de Moisés.
Esta creencia no es compartida por las otras fes abrahámicas, ni desde un punto de vista arqueológico. En Deuteronomio se cita que Moisés fue enterrado «en el valle en la tierra de Moab, frente a Beth-peor» (al este del Río Jordán) y que «nadie conoce a día de hoy el lugar donde está enterrado».

## Galería

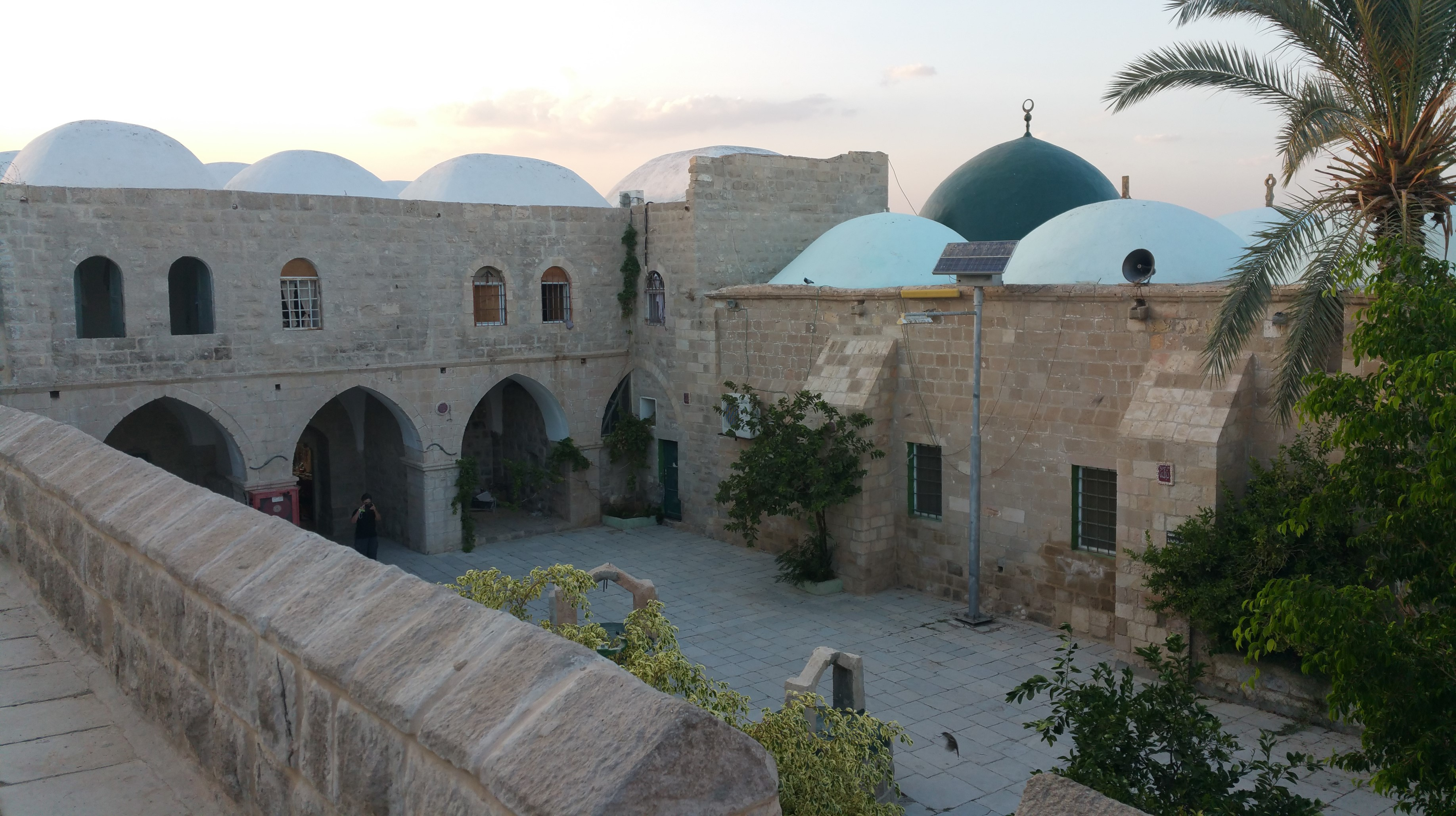
Patio interior del santuario
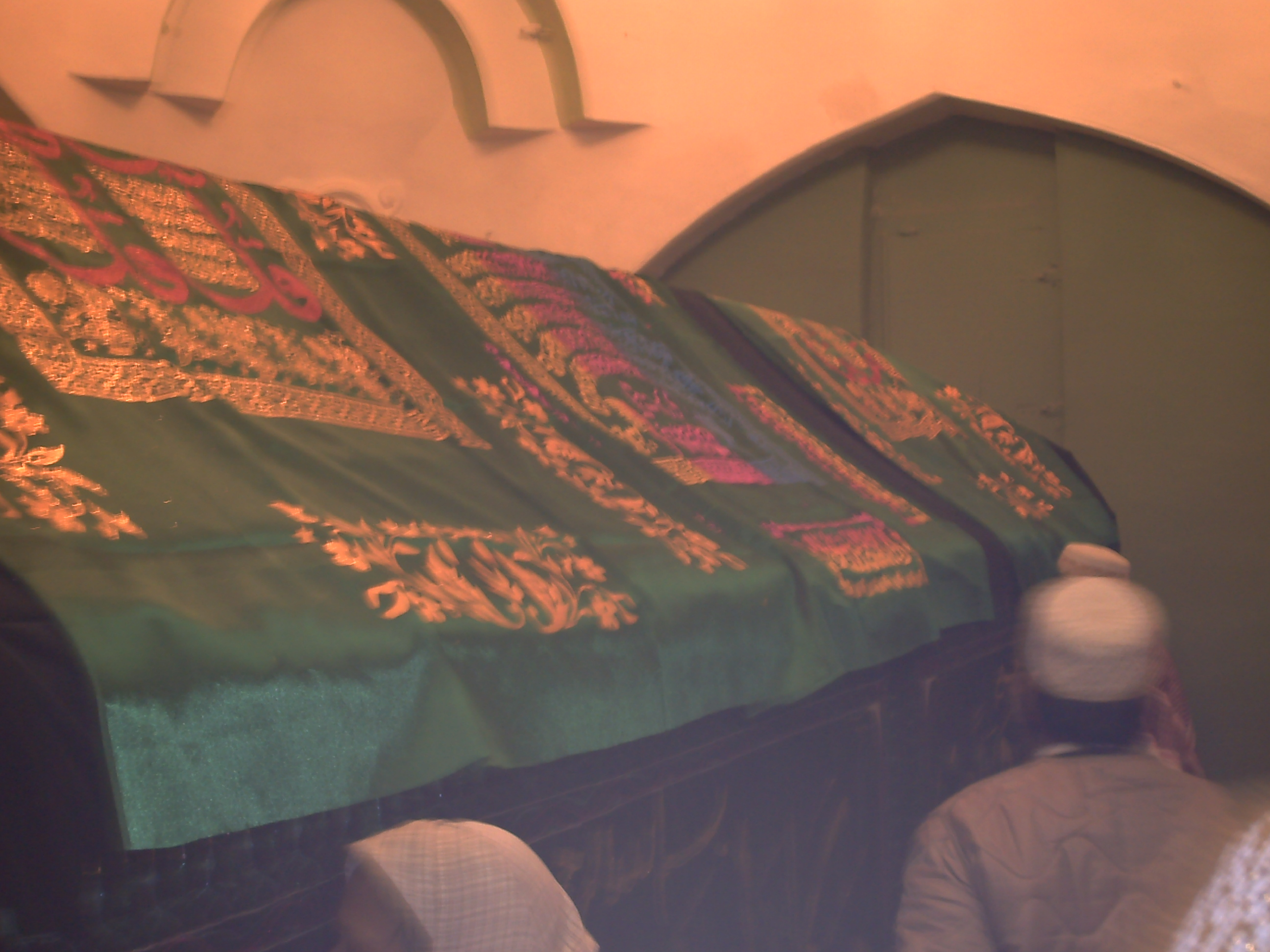
Tumba de Moisés
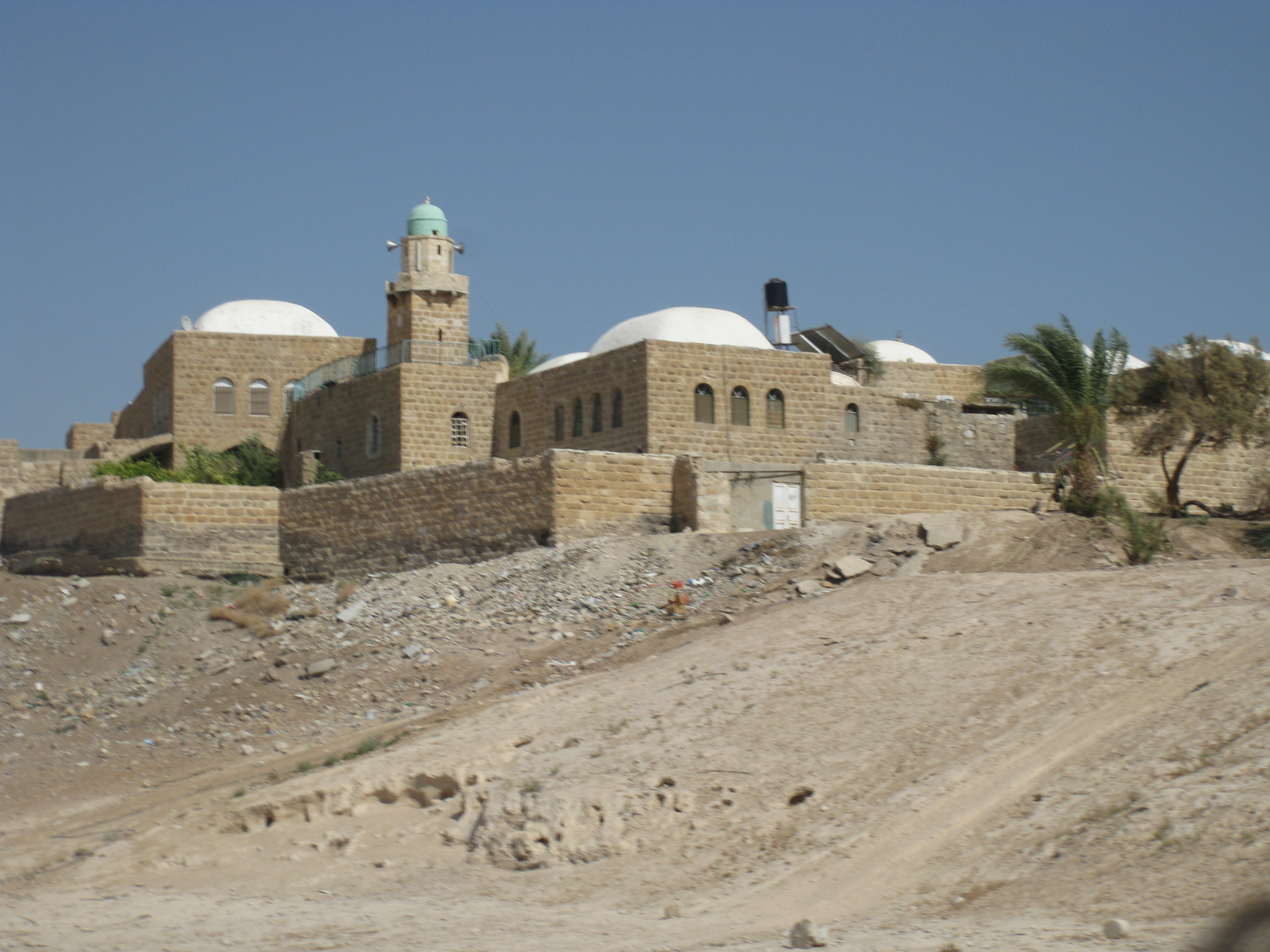
Vista exterior del santuario
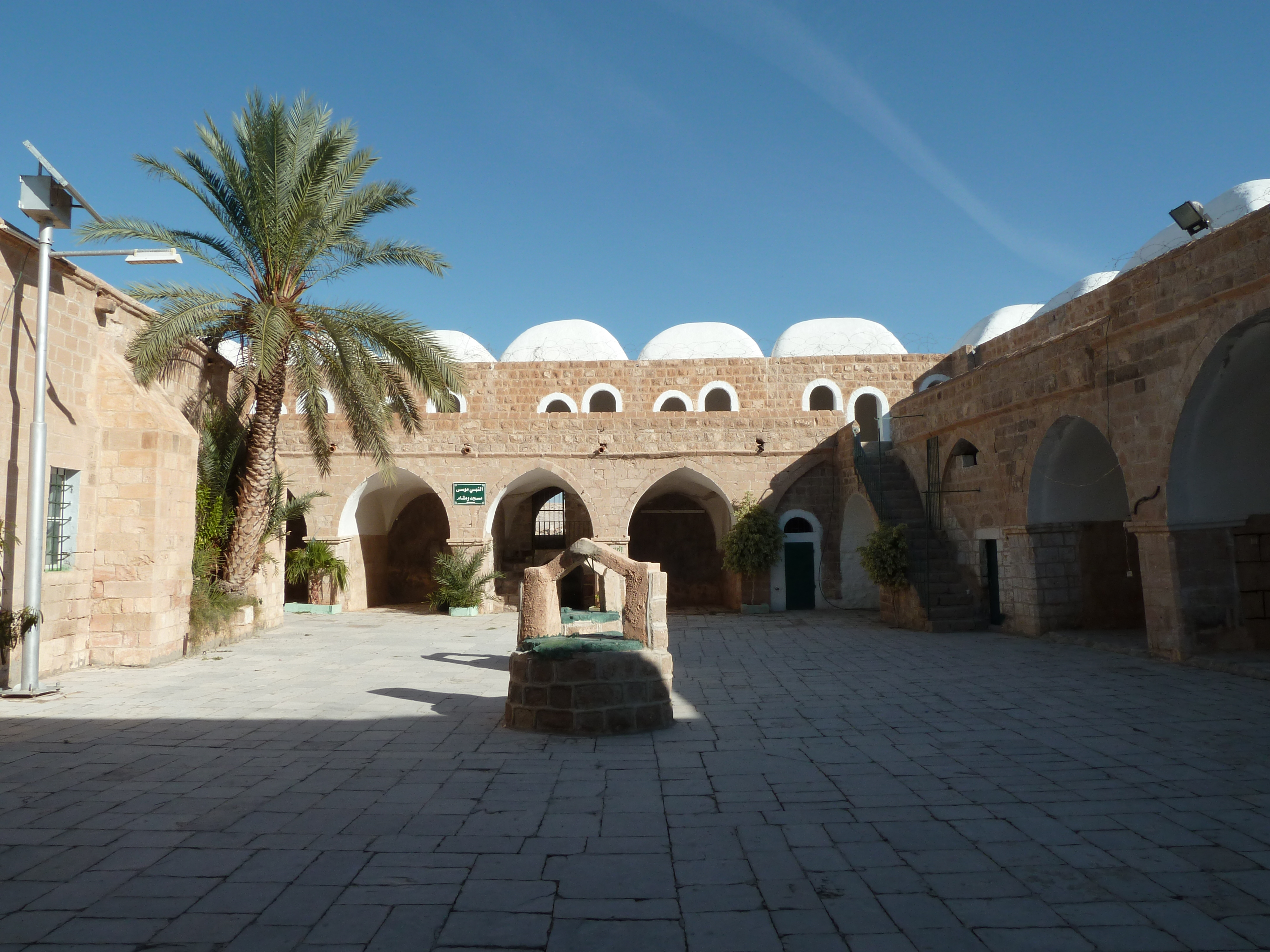
Patio del santuario
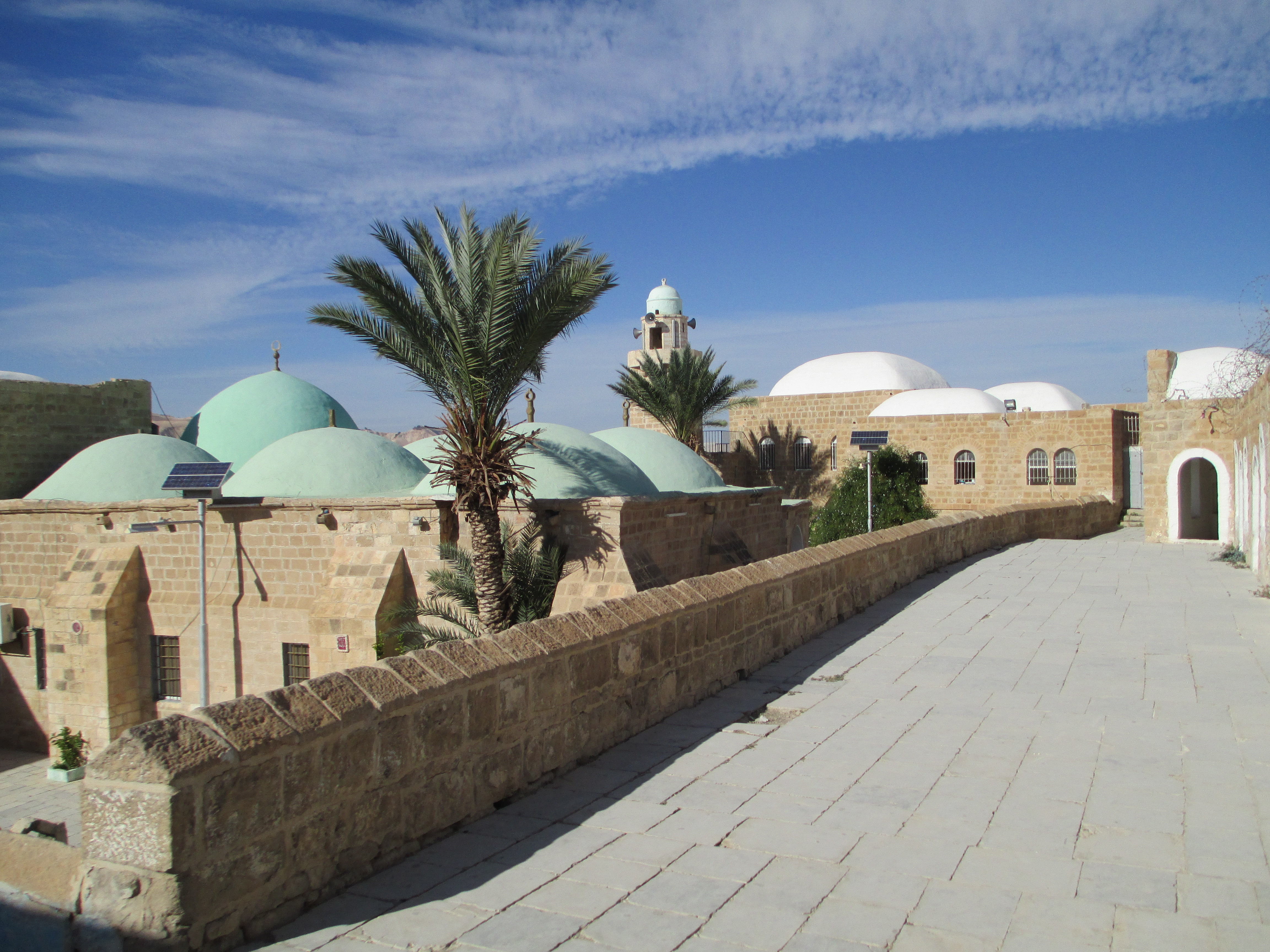
Detalle del interior
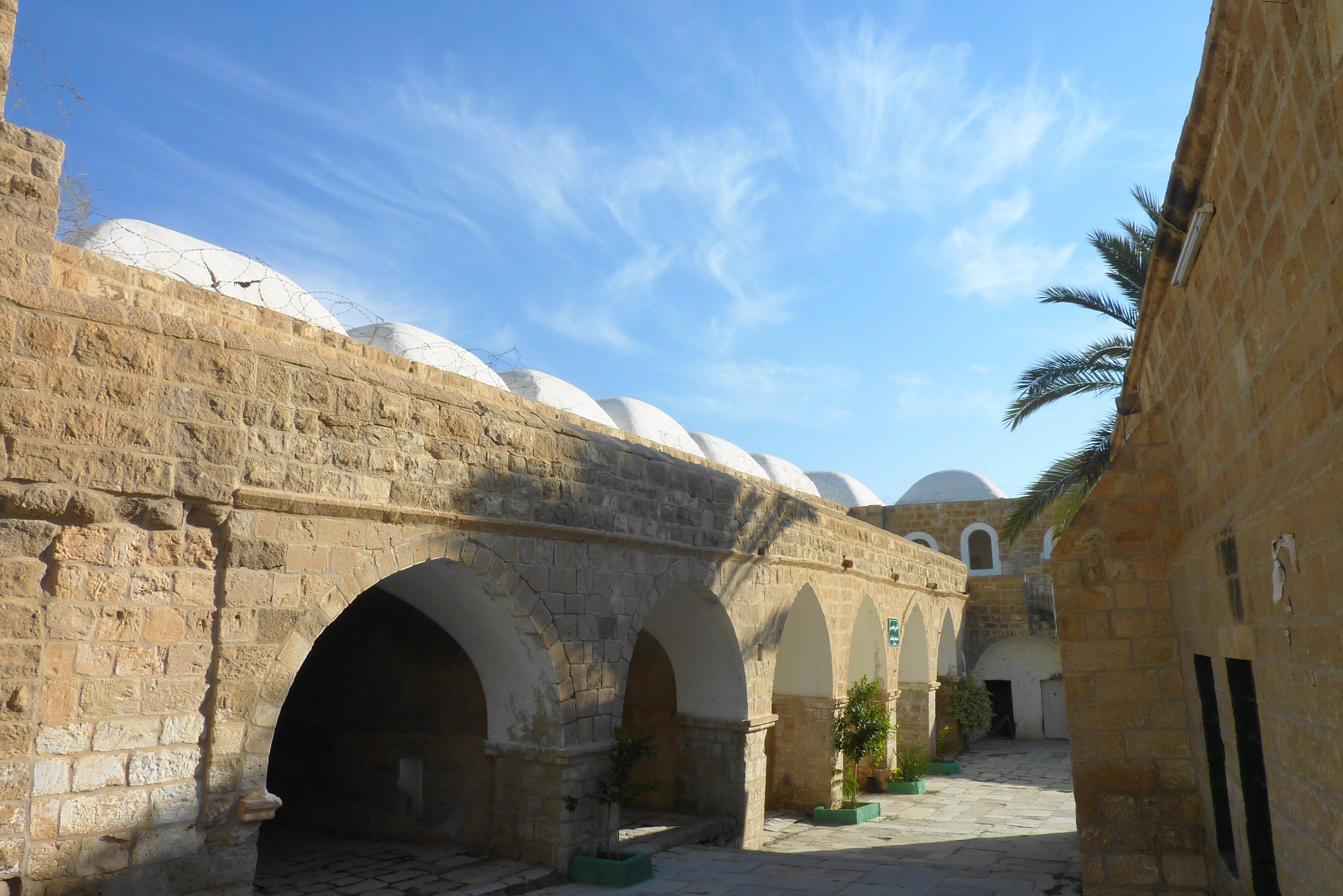
Arcos en el interior del santuario
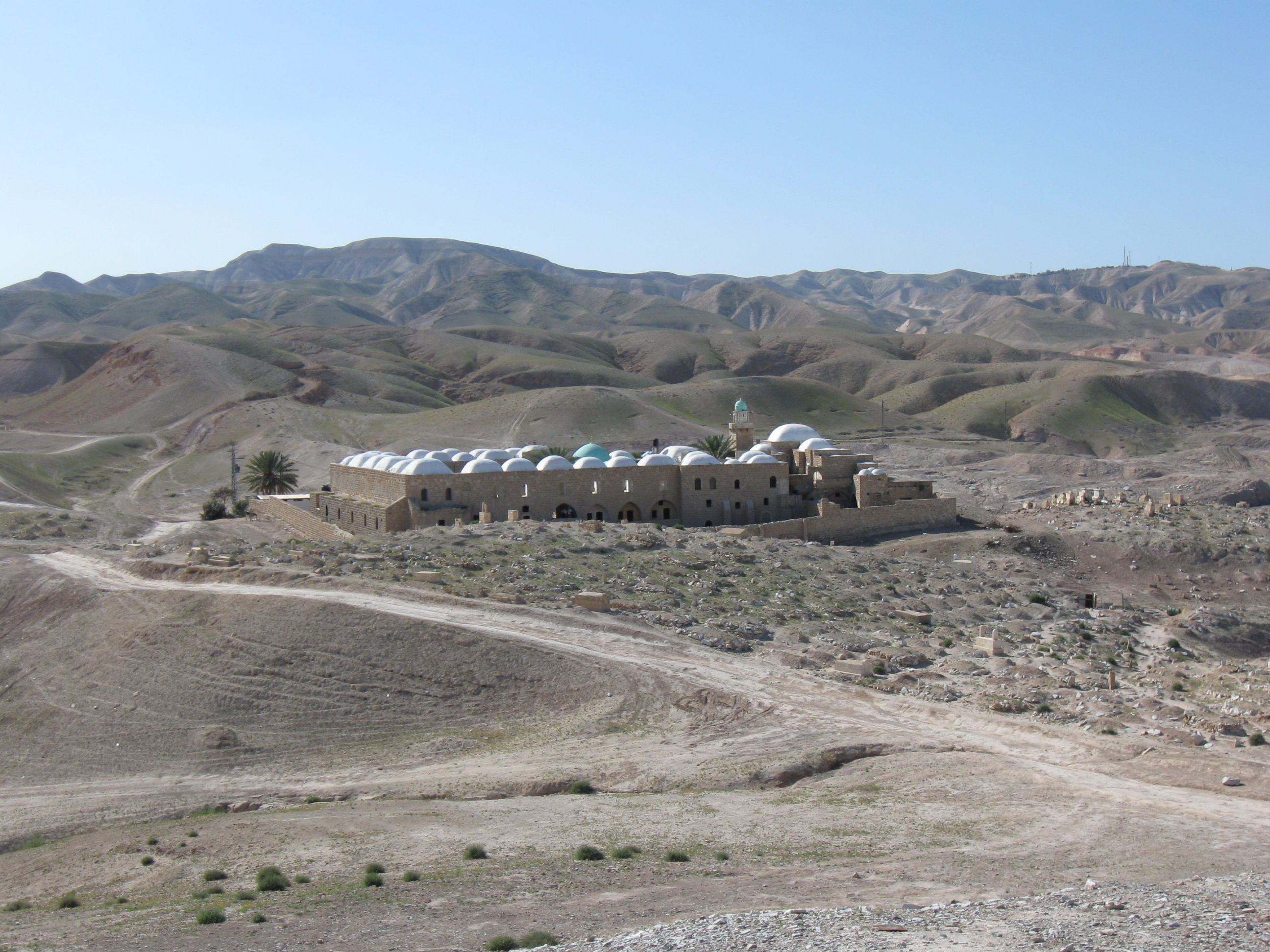
Vista general
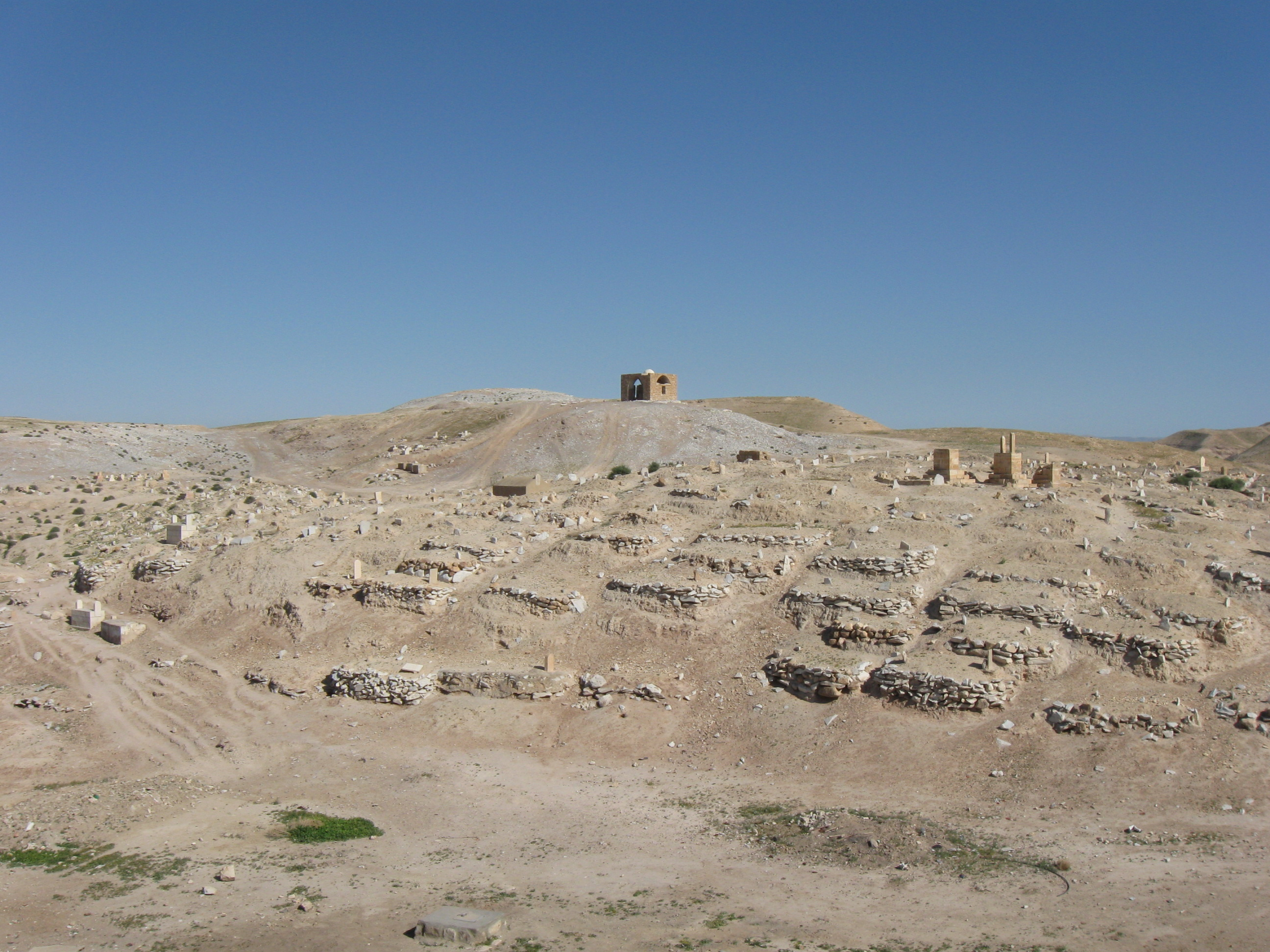
Tumbas anexas al santuario